# Copa Libertadores 1965
La Copa Libertadores 1965 fue la sexta edición del torneo de clubes más importante de América del Sur, organizado por la Confederación Sudamericana de Fútbol, y la primera con la denominación con la que se la conoció hasta 2016. Participaron equipos de nueve países sudamericanos: Argentina, Bolivia, Brasil, Chile, Ecuador, Paraguay, Perú, Uruguay y Venezuela. No hubo participantes colombianos ya que la federación de ese país desistió de intervenir en el torneo.
Independiente se consagró bicampeón, de la misma manera en la que lo había hecho en la edición anterior. Por ello, disputó la Copa Intercontinental 1965 ante Internazionale de Italia, y clasificó a la segunda fase de la Copa Libertadores 1966.

## Formato
Los 9 equipos clasificados desde las competiciones locales iniciaron el torneo disputando la Fase de grupos, siendo divididos en tres grupos de 3 equipos. El ganador de cada zona accedió directamente a las semifinales, donde se les unió el campeón de la edición anterior.
|                            |                            | Equipos que entran en esta fase                                                               | Equipos que provienen de la fase anterior |
| -------------------------- | -------------------------- | --------------------------------------------------------------------------------------------- | ----------------------------------------- |
| Fase de grupos (9 equipos) | Fase de grupos (9 equipos) | - 1 equipo de Argentina, Bolivia, Brasil, Chile, Ecuador, Paraguay, Perú, Uruguay y Venezuela |                                           |
| Fases finales (4 equipos)  | Fases finales (4 equipos)  | - 1 equipo, campeón de la Copa de Campeones de América 1964                                   | - 3 equipos primeros de la Fase de grupos |

## Equipos participantes
En cursiva los equipos debutantes en el torneo.
| País                                          | Equipo                     | Vía de clasificación                                                                            |
| --------------------------------------------- | -------------------------- | ----------------------------------------------------------------------------------------------- |
| Argentina 1 cupo + campeón vigente de la copa | Independiente Boca Juniors | Campeón de la Copa de Campeones de América 1964 Campeón del Campeonato de Primera División 1964 |
| Bolivia 1 cupo                                | The Strongest              | Campeón del Campeonato de Primera División 1964                                                 |
| Brasil 1 cupo                                 | Santos                     | Campeón del Campeonato Brasileño de 1964                                                        |
| Chile 1 cupo                                  | Universidad de Chile       | Campeón del Campeonato de Primera División 1964                                                 |
| Ecuador 1 cupo                                | Deportivo Quito            | Campeón del Campeonato Ecuatoriano de 1964                                                      |
| Paraguay 1 cupo                               | Guaraní                    | Campeón del Campeonato Paraguayo de 1964                                                        |
| Perú 1 cupo                                   | Universitario              | Campeón del Campeonato Peruano de 1964                                                          |
| Uruguay 1 cupo                                | Peñarol                    | Campeón del Campeonato Uruguayo de 1964                                                         |
| Venezuela 1 cupo                              | Deportivo Galicia          | Campeón de la Primera División Venezolana 1964                                                  |

### Distribución geográfica de los equipos
Distribución geográfica de las sedes de los equipos participantes:

## Fase de grupos
Independiente, como campeón de la Copa de Campeones de América 1964, inició su participación desde semifinales. Los otros 9 equipos participantes se distribuyeron en 3 grupos de 3 equipos cada uno, donde se enfrentaron todos contra todos. El primero de cada uno de ellos pasó a las semifinales.

### Grupo 1
| Equipo          | Pts. | PJ | PG | PE | PP | GF | GC | DG |
| --------------- | ---- | -- | -- | -- | -- | -- | -- | -- |
| Boca Juniors    | 8    | 4  | 4  | 0  | 0  | 11 | 3  | 8  |
| The Strongest   | 3    | 4  | 1  | 1  | 2  | 5  | 7  | –2 |
| Deportivo Quito | 1    | 4  | 0  | 1  | 3  | 3  | 9  | –6 |

| \| Fecha \| Lugar \| Local \| Resultado \| Visitante \| \| ------------- \| ------------ \| --------------- \| --------- \| --------------- \| \| 31 de enero \| Quito \| Deportivo Quito \| 0:1 \| The Strongest \| \| 7 de febrero \| Quito \| Deportivo Quito \| 1:2 \| Boca Juniors \| \| 14 de febrero \| La Paz \| The Strongest \| 2:3 \| Boca Juniors \| \| 21 de febrero \| La Paz \| The Strongest \| 2:2 \| Deportivo Quito \| \| 26 de febrero \| Buenos Aires \| Boca Juniors \| 4:0 \| Deportivo Quito \| \| 5 de marzo \| Buenos Aires \| Boca Juniors \| 2:0 \| The Strongest \| |              |                 |           |                 |
| Fecha | Lugar        | Local           | Resultado | Visitante       |
| 31 de enero | Quito        | Deportivo Quito | 0:1       | The Strongest   |
| 7 de febrero | Quito        | Deportivo Quito | 1:2       | Boca Juniors    |
| 14 de febrero | La Paz       | The Strongest   | 2:3       | Boca Juniors    |
| 21 de febrero | La Paz       | The Strongest   | 2:2       | Deportivo Quito |
| 26 de febrero | Buenos Aires | Boca Juniors    | 4:0       | Deportivo Quito |
| 5 de marzo | Buenos Aires | Boca Juniors    | 2:0       | The Strongest   |

### Grupo 2
| Equipo               | Pts. | PJ | PG | PE | PP | GF | GC | DG |
| -------------------- | ---- | -- | -- | -- | -- | -- | -- | -- |
| Santos               | 8    | 4  | 4  | 0  | 0  | 10 | 3  | 7  |
| Universidad de Chile | 2    | 4  | 1  | 0  | 3  | 6  | 9  | –3 |
| Universitario        | 2    | 4  | 1  | 0  | 3  | 5  | 9  | –4 |

| \| Fecha \| Lugar \| Local \| Resultado \| Visitante \| \| ------------- \| --------- \| -------------------- \| --------- \| -------------------- \| \| 13 de febrero \| Santiago \| Universidad de Chile \| 1:5 \| Santos \| \| 19 de febrero \| Lima \| Universitario \| 1:2 \| Santos \| \| 22 de febrero \| Lima \| Universitario \| 1:0 \| Universidad de Chile \| \| 26 de febrero \| São Paulo \| Santos \| 1:0 \| Universidad de Chile \| \| 6 de marzo \| São Paulo \| Santos \| 2:1 \| Universitario \| \| 10 de marzo \| Santiago \| Universidad de Chile \| 5:2 \| Universitario \| |           |                      |           |                      |
| Fecha | Lugar     | Local                | Resultado | Visitante            |
| 13 de febrero | Santiago  | Universidad de Chile | 1:5       | Santos               |
| 19 de febrero | Lima      | Universitario        | 1:2       | Santos               |
| 22 de febrero | Lima      | Universitario        | 1:0       | Universidad de Chile |
| 26 de febrero | São Paulo | Santos               | 1:0       | Universidad de Chile |
| 6 de marzo | São Paulo | Santos               | 2:1       | Universitario        |
| 10 de marzo | Santiago  | Universidad de Chile | 5:2       | Universitario        |

### Grupo 3
| Equipo            | Pts. | PJ | PG | PE | PP | GF | GC | DG |
| ----------------- | ---- | -- | -- | -- | -- | -- | -- | -- |
| Peñarol           | 6    | 4  | 3  | 0  | 1  | 5  | 2  | 3  |
| Guaraní           | 6    | 4  | 3  | 0  | 1  | 6  | 5  | 1  |
| Deportivo Galicia | 0    | 4  | 0  | 0  | 4  | 2  | 6  | –4 |

| \| Fecha \| Lugar \| Local \| Resultado \| Visitante \| \| ------------- \| ---------- \| ----------------- \| ----------- \| ----------------- \| \| 1 de febrero \| Caracas \| Deportivo Galicia \| 1:2 \| Guaraní \| \| 7 de febrero \| Caracas \| Deportivo Galicia \| 0:0[Nota 1] \| Peñarol \| \| 25 de febrero \| Asunción \| Guaraní \| 2:1 \| Deportivo Galicia \| \| 28 de febrero \| Montevideo \| Peñarol \| 2:0 \| Deportivo Galicia \| \| 7 de marzo \| Asunción \| Guaraní \| 2:1 \| Peñarol \| \| 10 de marzo \| Montevideo \| Peñarol \| 2:0 \| Guaraní \| |            |                   |           |                   |
| Fecha | Lugar      | Local             | Resultado | Visitante         |
| 1 de febrero | Caracas    | Deportivo Galicia | 1:2       | Guaraní           |
| 7 de febrero | Caracas    | Deportivo Galicia | 0:0       | Peñarol           |
| 25 de febrero | Asunción   | Guaraní           | 2:1       | Deportivo Galicia |
| 28 de febrero | Montevideo | Peñarol           | 2:0       | Deportivo Galicia |
| 7 de marzo | Asunción   | Guaraní           | 2:1       | Peñarol           |
| 10 de marzo | Montevideo | Peñarol           | 2:0       | Guaraní           |

## Fases finales
Las fases finales estuvieron compuestas por dos etapas: semifinales y final. A los tres clasificados de la fase de grupos se les sumó Independiente de Argentina, campeón de la Copa de Campeones de América 1964. En caso de que dos de los participantes pertenecieran a un mismo país, ambos debieron enfrentarse en las semifinales, a fin de evitar que pudieran encontrarse en la final.

### Cuadro de desarrollo
|  | Semifinales               | Semifinales               | Semifinales               | Semifinales               |   |         | Final               | Final               | Final               | Final               |  |
|  | 24 de marzo al 5 de abril | 24 de marzo al 5 de abril | 24 de marzo al 5 de abril | 24 de marzo al 5 de abril |   |         | 9, 12 y 15 de abril | 9, 12 y 15 de abril | 9, 12 y 15 de abril | 9, 12 y 15 de abril |  |
|  |                           |                           |                           |                           |   |         |                     |                     |                     |                     |  |
|  |                           |                           |                           |                           |   |         |                     |                     |                     |                     |  |
|  | Peñarol                   | 4                         | 3                         | 2                         |   |         |                     |                     |                     |                     |  |
|  | Peñarol                   | 4                         | 3                         | 2                         |   |         |                     |                     |                     |                     |  |
|  | Santos                    | 5                         | 2                         | 1                         |   |         |                     |                     |                     |                     |  |
|  | Santos                    | 5                         | 2                         | 1                         |   | Peñarol | 0                   | 3                   | 1                   |                     |  |
|  |                           |                           |                           |                           |   | Peñarol | 0                   | 3                   | 1                   |                     |  |
|  |                           |                           | Independiente             | 1                         | 1 | 4       |                     |                     |                     |                     |  |
|  | Boca Juniors              | 0                         | Independiente             | 1                         | 1 | 4       | 1                   | 0                   |                     |                     |  |
|  | Boca Juniors              | 0                         |                           |                           |   |         | 1                   | 0                   |                     |                     |  |
|  | Independiente (d.g.)      | 2                         | 0                         | 0                         |   |         |                     |                     |                     |                     |  |
|  | Independiente (d.g.)      | 2                         | 0                         | 0                         |   |         |                     |                     |                     |                     |  |
|  |                           |                           |                           |                           |   |         |                     |                     |                     |                     |  |

- Nota: En cada llave, el equipo que ocupa la primera línea es el que definió la serie como local.

### Semifinales
| 25 de marzo de 1965 | Santos                                     | 5:4 (5:2) | Peñarol                               | Estadio de Pacaembú, Sao Paulo                                  |                                                                 |
|                     | Pelé 2' 38' · Pepe 5' (TL) · Dorval 6' 22' |           | Rocha 18' 86' · Silva 24' · Sasía 74' | Asistencia: 50 000 espectadores Árbitro(s): Luis Antonio Ventre | Asistencia: 50 000 espectadores Árbitro(s): Luis Antonio Ventre |

| 28 de marzo de 1965 | Peñarol                         | 3:2 (1:1) | Santos                  | Estadio Centenario, Montevideo                                  |                                                                 |
|                     | Silva 8' 88' · Sasía 76' (pen.) |           | Pepe 22' · Coutinho 57' | Asistencia: 67 130 espectadores Árbitro(s): Luis Antonio Ventre | Asistencia: 67 130 espectadores Árbitro(s): Luis Antonio Ventre |

Partido desempate
| 31 de marzo de 1965 | Peñarol              | 2:1 (1:1, 0:0) (t. s.) | Santos   | Estadio Monumental, Buenos Aires                               |                                                                |
|                     | Joya 61' · Sasía 96' |                        | Pelé 76' | Asistencia: 80 000 espectadores Árbitro(s): Roberto Goicoechea | Asistencia: 80 000 espectadores Árbitro(s): Roberto Goicoechea |

| 24 de marzo de 1965 | Independiente            | 2:0 (2:0) | Boca Juniors | Estadio Monumental, Buenos Aires                              |                                                               |
|                     | Mura 14' · Rodríguez 16' |           |              | Asistencia: 45 000 espectadores Árbitro(s): Aurelio Bossolino | Asistencia: 45 000 espectadores Árbitro(s): Aurelio Bossolino |

| 28 de marzo de 1965 | Boca Juniors | 1:0 (0:0) | Independiente | Estadio Monumental, Buenos Aires                                |                                                                 |
|                     | Rojas 51'    |           |               | Asistencia: 50 000 espectadores Árbitro(s): José Luis Praddaude | Asistencia: 50 000 espectadores Árbitro(s): José Luis Praddaude |

Partido desempate
| 5 de abril de 1965                                                                                        | Independiente | 0:0 (t. s.) | Boca Juniors | Estadio Monumental, Buenos Aires                           |  |
| |               |             |              | Asistencia: 60 000 espectadores Árbitro(s): Ángel Coerezza |  |
| Independiente clasificó a la final por tener mejor diferencia de goles en el global de los tres partidos. |               |             |              |                                                            |  |

### Final
| Ida; 9 de abril de 1965 | Independiente | 1:0 (0:0) | Peñarol | Estadio La Doble Visera, Avellaneda                         |                                                             |
|                         | Bernao 83'    |           |         | Asistencia: 45 000 espectadores Árbitro(s): Arturo Yamasaki | Asistencia: 45 000 espectadores Árbitro(s): Arturo Yamasaki |

| Vuelta; 12 de abril de 1965 | Peñarol                                | 3:1 (2:0) | Independiente  | Estadio Centenario, Montevideo                              |                                                             |
|                             | Gonçalves 14' · Reznik 43' · Rocha 46' |           | De la Mata 89' | Asistencia: 45 000 espectadores Árbitro(s): Arturo Yamasaki | Asistencia: 45 000 espectadores Árbitro(s): Arturo Yamasaki |

| Desempate; 15 de abril de 1965 | Independiente                                  | 4:1 (3:1) | Peñarol  | Estadio Nacional, Santiago                                  |                                                             |
|                                | Pérez 9' · Bernao 27' · Avallay 33' · Mura 81' |           | Joya 44' | Asistencia: 47.589 espectadores Árbitro(s): Arturo Yamasaki | Asistencia: 47.589 espectadores Árbitro(s): Arturo Yamasaki |

|                                  |
| Bandera de Argentina             |
| Campeón Independiente 2.º título |

## Estadísticas

### Goleadores
| Jugador      | Club    | Goles | PJ |
| ------------ | ------- | ----- | -- |
| Pelé         | Santos  | 8     | 7  |
| José Sasía   | Peñarol | 4     | 8  |
| Pedro Rocha  | Peñarol | 4     | 9  |
| Héctor Silva | Peñarol | 4     | 10 |